# 奎盧-尼阿里河
奎盧-尼阿里河（法語：Kouilou-Niari）是剛果共和國的河流，發源自剛果高原，最終在黑角以北約30公里處注入大西洋，河道全長560公里，流域面積61,707平方公里，是該國除刚果河以外流域面积最大的河流。